# Emanuele Samek Lodovici
Emanuele Samek Lodovici (Messina, 28 dicembre 1942 – Milano, 5 maggio 1981) è stato un filosofo italiano.
Il suo pensiero d'impronta metafisica si oppone al materialismo e al riduzionismo. 
Esperto della filosofia di Plotino, Sant'Agostino e Marx, si è occupato dello gnosticismo che a suo parere si trova ripresentato in diverse filosofie e ideologie dell'età moderna e contemporanea.

## Biografia

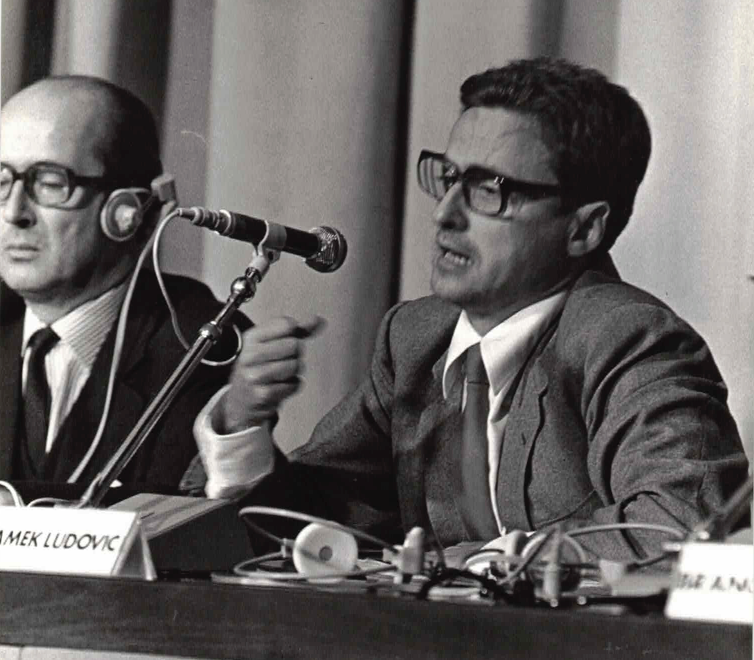
Emanuele Samek Lodovici, 1977

Nacque a Messina, figlio del bibliotecario e bibliografo Sergio Samek Lodovici (1907-1979), nativo di Carrara, che lo chiamò come suo fratello maggiore, noto medico e politico. Rimase in Sicilia per breve tempo per poi vivere sempre a Milano. Emanuele Samek Lodovici scampò all'età di cinque anni alla tragedia di Albenga, quando dopo il naufragio di un'imbarcazione carica di bambini era stato inserito nel gruppo delle piccole salme, ma il tempestivo intervento di un medico lo salvò. Il fratello maggiore Renato Samek Lodovici (1939-2021) è stato un noto giudice.
Di formazione e cultura cattoliche, studiò a Milano all'Università Cattolica del Sacro Cuore, dove si laureò nel 1966 con una tesi intitolata «Filosofia classica e spiritualità cristiana nel Commento di Sant'Agostino al Vangelo di San Giovanni», molto apprezzata dalla storica della filosofia Sofia Vanni Rovighi che ne fece pubblicare un estratto. Vinta una borsa di studio del Consiglio Nazionale delle Ricerche, lavorò dal 1971 presso il Dipartimento di Scienze Religiose dell'Università Cattolica, e nel frattempo insegnava filosofia e storia nei licei, fra i quali il liceo scientifico statale Alberto Einstein ed il liceo Monforte.
Dal 1974 iniziò la collaborazione con Vittorio Mathieu all'Università degli Studi di Torino, tenendo la docenza dei seminari del suo corso; coordinò per la casa editrice Rusconi la collana I Classici del Pensiero, che editava testi filosofici etico-metafisici a quell'epoca quasi introvabili. Nel 1975 nacque il primogenito Giacomo Samek Lodovici, che seguirà le sue orme di filosofo cattolico e docente. Nel 1979, pubblicò due monografie, una su Agostino (con il contributo del C.N.R.), e l'altra sulla gnosi moderna, che nel 1981, dopo la nascità della figlia Isabella, futuro pubblico ministero, gli valsero la cattedra di Filosofia morale all'Università degli Studi di Trieste.
Ma poco dopo morì a Milano, a 38 anni, per complicazioni postoperatorie dopo un intervento chirurgico ortopedico dovuto a fratture multiple riportate in un incidente stradale. Si stava recando in automobile sulla tomba del padre al cimitero di Abbiategrasso col fratello (alla guida) e la madre, quando fermi al semaforo vennero violentemente tamponati da un camion. Lui ebbe la peggio, fratturandosi un femore e undici costole.
Venne sepolto al Cimitero Maggiore di Milano.
In una lettera inviatagli poco prima della sua morte, Augusto Del Noce si riferiva così a questo ancora giovane pensatore:
(Augusto Del Noce, lettera del 24 gennaio 1981.)

## Pensiero

### Dio come relazionalità e non oggettualità
Nella prima delle sue due opere fondamentali, Dio e mondo, Samek Lodovici inizia considerando la grave accusa rivolta da Heidegger alla metafisica, ovvero di non aver compreso che cos'è l'«essere» e di aver reificato Dio, di averlo cioè reso una «cosa».
Per Samek Lodovici questa critica può essere legittima nei confronti della metafisica moderna ma non nei riguardi della metafisica neoplatonica nella forma in cui è stata mediata da Agostino. Samek individua il fulcro di tale metafisica nella dottrina della «partecipazione» delle idee col mondo, in forza della quale il rapporto di Dio col mondo è una relazione sostanziale e non oggettualità.

### Dalla gnosi il riduzionismo antireligioso, il prometeismo marxista, il relativismo, il femminismo
In Metamorfosi della gnosi Samek Lodovici delinea una fenomenologia della cultura contemporanea come influenzata da una mentalità inconsciamente gnostica. Tale mentalità, secondo Samek, ha assunto in sé le fondamentali tesi dello gnosticismo antico, ovvero la sostanziale negatività del mondo, la possibilità di redenzione dalla oscurità del mondo attraverso un sapere salvifico (gnosi) e la possibilità di un redenzione del mondo realizzata, senza bisogno della grazia divina, dalla sola azione dell'uomo tramite la politica e/o la scienza.
Così, in contrapposizione al Cristianesimo, nel pensiero gnostico la finitezza e la creaturalità vengono disprezzate e rifiutate, con l'ambizione di creare l'Uomo Nuovo e la Gerusalemme terrena. Insomma, sintesi del pensiero gnostico moderno (in quello antico le cose sono leggermente diverse) è quella formulazione che trova il proprio culmine nel «rifiuto di non poter essere Dio»; in tal modo nella visione gnostica non è più Dio, ma l'uomo gnostico a identificarsi con l'infinito, sgravato com'è da qualsiasi limite.
Da ciò appaiono evidenti gli obiettivi polemici e critici di ogni metamorfosi dello gnosticismo moderno rappresentato nelle forme del riduzionismo antireligioso, del prometeismo marxista, della filosofia radical-relativista diffusa attraverso i media, della corruzione della memoria storica attuata anche attraverso la corruzione del linguaggio ed infine nella strategia della distruzione della famiglia, che è stata potentemente colpita in particolare con la rivoluzione sessuale e con alcuni tipi di femminismo.
Per quanto riguarda la sua pars construens, Samek Lodovici afferma (e ciò in linea con Del Noce) che proprio a partire dalla post-marxistica crisi del pensiero secolarista (gnostico) si deve delineare non solo la possibilità ma addirittura la necessità di ritornare alla tradizione metafisica occidentale, da lui indicata sulla linea di Platone, Plotino e soprattutto Agostino, ovviamente in dialogo con il pensiero moderno.

### La funzione del linguaggio
In sintonia con l'ermeneutica contemporanea, e pur evitandone le derive nichilistiche, Samek Lodovici riconosce la struttura storicamente condizionante del linguaggio nei confronti dell'esistenza e della conoscenza, secondo una sua favorita formula per cui «chi non ha le parole non ha le cose», e d'altra parte il filosofo riconosce anche la funzione inversa del linguaggio per cui, oltre che elemento condizionante, esso è anche il mezzo con cui l'uomo storico può trascendere i vincoli della storia e del linguaggio stesso (i baconiani «idola fori» e «idola theatri») ed esprimere le verità eterne.

### Il fallimento della ragione illuministica
Samek Lodovici spesso rievoca la valenza dell'autocoscienza della ragione e delle sue vastissime potenzialità, sia in bene che in male, e a partire da queste, ne ricorda i limiti, i fallimenti storici e le costitutive incapacità che emergono specialmente nel momento in cui essa viene elevata ad una illuministica idolatria, concretizzandosi nella moderna vita di massa che, secondo Samek Lodovici, 
 Piuttosto, per Samek Lodovici, una ragione accorta deve, restando autonoma, interagire con la religione, per corroborarla e giustificarla razionalmente o per cercarvi le risposte prime ed ultime.

### La "cultura del ricordo"
Tipica poi del pensiero samekiano è la «cultura del ricordo», intesa come cultura non di una memoria archeologica bensì di una memoria che guardando ai fallimenti del passato possa liberare il presente dalle menzogne ideologiche e dai progetti utopistici che, ripetendosi nella storia, hanno generato i totalitarismi del XX secolo, e che oggi producono la dittatura del relativismo e del nichilismo. Così la memoria assume una funzione spirituale nel senso che, con le parole di Samek Lodovici, «mi rende migliore di quello che sono».

### La felicità
La riflessione di Emanuele Samek Lodovici è dunque nel complesso di carattere etico-sapienzale, consapevole che in ogni agire umano si esplica la ricerca della felicità, una ricerca che, per essere efficace e compiuta, deve però essere immune da qualsiasi utopismo onirico: è alla luce di questa precisazione che Samek può affermare che «non vi è nessuna felicità senza virtù, in altre parole non vi è nessuna felicità senza quell'unica attività che è in grado di rendere l'uomo pienamente umano», perciò «non si può pretendere che l'acquisto della felicità non passi attraverso lo sforzo, la lotta, e in ultima analisi la sofferenza», ed è in tal modo che trovano un senso il limite umano e la sofferenza. Non sfugge al filosofo milanese la coscienza della precarietà della felicità umana, però questa «ben lungi dallo spingerci alla tristezza per l'insaziabilità dell'uomo, va tuttavia vista […] ottimisticamente, come l'indizio che è un'altra la felicità conforme al livello spirituale degli esseri umani», perché «ultima hominis felicitas non est in hac vita».

## Opere
- La presenza di Plotino nel «In Johannis Evangelium» di Sant'Agostino, in AA.VV., Contributi dell'Istituto di filosofia, I, Vita e Pensiero, 1969
- Sull'interpretazione di alcuni testi della “Lettera ai Galati” in Marcione e Tertulliano, in «Aevum», Milano 5-6 (1972), pp. 371-401
- Agostino, in AA.VV., Questioni di storiografia filosofica, La Scuola, Brescia 1974, pp. 445-501
- Dieci anni di studi sul processo di Gesù e su Gesù e gli zeloti, Vita e Pensiero, 1972
- Marxismo o Cristianesimo, Ares, 1976
- Sessualità, matrimonio e concupiscenza in Sant'Agostino, in AA. VV., Etica sessuale e matrimonio nel cristianesimo delle origini, Pubblicazioni dell'Università Cattolica, 1976
- Tra cosmologia e metafisica. Note sul concetto di cosmo, in AA. VV., Il demoniaco nella musica, Giappichelli, 1976
- La felicità e la crisi della cultura radical-illuministica, in AA.VV., La crisi della coscienza politica contemporanea e il pensiero personalista, Libreria Editrice Gregoniana
- El modelo gnostico como modelo explicativo del feminismo, in AA.VV., Etica y teologia ante la crisis contemporanea, Atti del I Simposio Internacional de Teología, Universidad de Navarra, Eunsa, Pamplona 1979, pp. 419-428
- Dio e mondo. Relazione, causa e spazio in Sant'Agostino, Edizioni Studium, 1979
- Metamorfosi della gnosi. Quadri della dissoluzione contemporanea, Ares, 1979
- Dominio dell'istante, dominio della morte. Alla ricerca di uno schema gnostico, in «Archivio di Filosofia», Istituto di studi filosofici, Roma 1981, pp. 469-480
- La gnosi e la genesi delle forme, in «Rivista di Biologia», 1-2 (1981), pp. 59-86,
- Il gusto del sapere, Universitas, 1993
- L'arte di non disperare. Una conferenza inedita, Studi Cattolici, 2001
- La coscienza del bene. La voce etica interiore, le sue deroghe alle norme, l'imputabilità morale, l'obiezione alle leggi, 2020, ETS Edizioni.
- Una vita felice. Conversazioni con sette inediti, Ares, 2023